# Immanuel Hoffmann

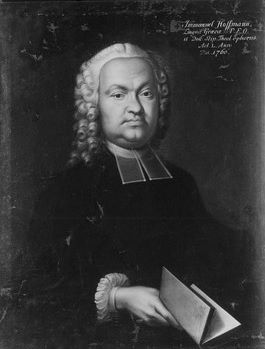
Immanuel Hoffmann auf einem Bild in der Tübinger Professorengalerie

Immanuel Hoffmann (* 16. April 1710 in Tübingen; † 28. Mai 1772 ebenda) war ein deutscher evangelischer Theologe und Philologe sowie Professor an der Universität Tübingen.

## Leben
Immanuel Hoffmann immatrikulierte sich 1723 in Tübingen und wurde 1726 Mag. art. Er absolvierte ein Studium der Theologie und bestand 1731 sein Examen. Er arbeitete als Vikar bei seinem Bruder Johann Gottfried Hoffmann in Stuttgart. 1733 wurde er Repetent in Tübingen. 1738 wurde er Diakon in Urach, 1741 zunächst Zweiter, dann Erster Diakon in Tübingen. 1756/57 bis 1772 war er Ephorus am Tübinger Stift und ordentlicher Professor für griechische Sprache in Tübingen. 1761/62 war er Rektor der Universität Tübingen.
Sein 1760 in Öl gemaltes Porträt befindet sich in der Tübinger Professorengalerie.